# Paso Robles AVA
Paso Robles AVA ist ein Weinbaugebiet im östlichen Teil des Verwaltungsgebiets San Luis Obispo County im US-Bundesstaat Kalifornien. Die Rebfläche beträgt über 15'000 Hektar. Ursprünglich ein Anbaugebiet für Zinfandel ist die Appellation nun bekannt für Weine im Rhône-Stil, Cabarnet-Sauvignon sowie für eigenständige und innovative Cuvées. Die Paso Robles AVA ist Teil der übergeordneten Central Coast AVA. Nördlich schließt sich die Hames Valley AVA an, im Westen die kleine York Mountain AVA.

## Geschichte
Erste Reben wurden bereits im Jahre 1797 durch Franziskanerbrüder in der Nähe der Missionsstation San Miguel Arcangel gesetzt. Gewerblicher Weinbau ist jedoch erst ab den 1880er Jahren bekannt, als die York Mountain Winery unter ihrem ursprünglichen Namen Ascension Winery ihren Betrieb aufnahm. Dieses Weingut gehört zu den ältesten amerikanischen Weingütern, die bis auf den heutigen Tag bewirtschaftet werden. Nach der Prohibition wurden hauptsächlich durch Zuzüger Weinberge gepflanzt und Kellereien gegründet, angebaut wurde primär Zinfandel. In den 50er und 60er-Jahren wurden erstmals Sorten aus dem Bordeaux – insbesondere Cabernet Sauvignon – angepflanzt.
Die erste große moderne Kellnerei war die in den 70er-Jahren gegründete Hoffman Mountain Ranch Winery.
Seit den 1980er Jahren haben sich die Weinbaubetriebe auch den Rebsorten des französischen Weinbaugebiets Rhône zugewandt und bauen dessen typische Sorten mit zunehmendem Erfolg an.
Das Gebiet erfährt ab 1990 eine starke Expansion. Die Anzahl der registrierten Betriebe ist von 20 auf über 250 gestiegen.
Für das Jahr 2013 erkürt das einflussreiche US-Weinmagazin WineEnthusiast die Appellation zur «Wine Region of the Year», dies aufgrund der gestiegenen Qualität der Weine, der Dynamik der Weinwirtschaft und der damit verbundenen Experimentierfreudigkeit.
Da die Paso Robles Appellation in ihrem großen Gebiet eine beträchtliche Varietät in Sachen Bodenbeschaffenheit, Höhenprofil und jährlichem Niederschlag aufweist, wurde sie im Jahr 2014 weiter aufgegliedert:

## Anbaugebiete innerhalb der Paso Robles AVA
- Adelaida District AVA
- Creston District AVA
- El Pomar District AVA
- Paso Robles Estrella District AVA
- Paso Robles Geneseo District AVA
- Paso Robles Highlands District AVA
- Paso Robles Willow Creek District AVA
- San Juan Creek AVA
- San Miguel District AVA
- Santa Margarita Ranch AVA
- Templeton Gap District AVA

(Quelle:)

## Ausgewählte Produzenten
Der bekannte US-amerikanische Autor, Verleger und Weinkritiker Robert Parker attestiert der Region 2007 ein hohes Qualitätspotential und nennt die Produzenten Alban Vineyards, L’Aventure, Linne Calodo, Saxum Vineyards, Villa Creek Cellars und Tablas Creek Vineyard als «führende Pioniere der Region».
Die britische Wein-Enzyklopädin Jancis Robinson nennt zusätzlich J. Lohr Vineyards & Wines, Justin Winery, Wild Horse Winery & Vineyards, Eberle Winery, Adelaida Cellars und Castro Cellars als Kernproduzenten der Appellation.